# リーグ・オブ・ジェントルマン 奇人同盟!
リーグ・オブ・ジェントルマン 奇人同盟!（英: The League of Gentlemen）は、1999年にBBC Twoで初放送された、英国のブラック・コメディテレビ番組。この項では、この番組を制作した、原題と同名のコメディ・グループについても扱う。
物語の舞台は、カンブリア州アルストンを基にした北イングランドの架空の町、ロイストン・ヴェイジーである。この番組は町に住む大勢の登場人物 (en) を描くものであり、全てライターでもあるグループのメンバーによって演じられる。
メンバーは、ジェレミー・ダイソン、マーク・ゲイティス、 スティーヴ・ペンバートン、リース・シェアスミスの4人で、彼らは1995年にグループを結成した。原題 "The League of Gentlemen"（ザ・リーグ・オブ・ジェントルメン）は「紳士同盟」との意味で、グループも同名で活動している。
このシリーズは主にダービーシャーのハドフィールドで撮影された。同じダービーシャーのグロソップ、ゲームズリー、ホープ・ヴァレー、ウェスト・ヨークシャーのマースデン、トッドモーデン、さらにグレーター・マンチェスターのモトラムなどもロケ地に使われた。
シリーズは2002年に放送終了したが、続編映画 "The League of Gentlemen's Apocalypse" (en) 、舞台作品 "The League of Gentlemen Are Behind You!" (en) が2005年に制作されている。
2009年には、シェアスミスとペンバートンが、別のダーク・コメディシリーズ『サイコヴィル』を制作し、うち1話にゲイティスが登場している。また同じ年には、この3人が『ホリブル・ヒストリーズ』第4シリーズに出演した。彼らは、歴史上の人物による映画脚本の売り込みを聞く、アメリカ人映画プロデューサー役を演じている。またシェアスミスとペンバートンは、新たなブラック・コメディ・アンソロジー『インサイド No.9』を制作しており、この番組はBBC Twoで2014年に初放送された。
2017年には、BBC Radioでの初放送から20周年に合わせ、BBC Twoで特別番組として番組が復活すると発表された。
日本では2006年に、シーズン1～シーズン3（各2巻）および「クリスマススペシャル」のDVDが発売された。

## 歴史
彼らの舞台活動は1994年終わり頃にスタートし、程なくしてジャック・ホーキンスの映画『紳士同盟』からグループ名が付けられた。1997年には、エディンバラ・フェスティバル・フリンジでペリエ・アワード（英: Perrier award for comedy）を獲得した。また同じ年には、BBC Radio 4でラジオ番組 "On the Town with The League of Gentlemen" がスタートしている。この番組での舞台は、架空の町スペント（英: Spent）とされており、彼らはこの6話もののシリーズでソニー・アワードを獲得した。1999年にはテレビ番組の放送が始まり、すぐにカルト的な人気を得た。番組は3シリーズが制作され、それぞれ1999年、2000年、2002年に放送されている。第2シリーズの放送後である2000年12月には、クリスマス・スペシャルも放送された。『ザ・ファスト・ショー』に倣い、シリーズのクレジットは、BBCのスケッチ・ショーの形式をリバイバルしたものになっている。この影響は『リトル・ブリテン』（第1シリーズはスティーヴ・ベンデラックが監督し、ゲイティスが脚本を編集した）など、その後の別作品にも見ることができる。
撮影は主に、ダービーシャーの北部にある町・ハドフィールドで行われたため、観客無しでの収録となった。第1シリーズ・第2シリーズでは、スタジオに観客を招いてラフトラックの収録が行われた。またデントンズ（英: Dentons'）など屋内シーンでは撮影中にラフトラックも収録された。クリスマス・スペシャルや第3シリーズの英国放送時には、ラフトラックは収録されなかった。
グループは2001年に、新旧のスケッチを合わせて、初の舞台公演を行った。2005年初旬には、スマトラ島沖地震の津波被害に対するBBCのチャリティ番組『コミック・エイド』"Comic Aid" のため、書き下ろしのスケッチが放送された。このスケッチでは、2人の主要キャラクター、タブスとパパ・ラザルーが登場して、ミランダ・リチャードソンを誘拐した。また同じ年の6月3日には、長編映画 "The League of Gentlemen's Apocalypse" (en)  が公開された。2005年には、舞台  "The League of Gentlemen Are Behind You!" (en)  が制作され、10月から12月半ばにかけてグループは英国公演を行った。
BBCは第4シリーズの制作に興味を示していたが、ラジオ・タイムズは「制作の可能性は低い」と報じた。シェアスミスは非公式ウェブサイトで制作に意欲を示した一方で、ロイストン・ヴェイジーがコメディの舞台となるにはネタ切れで、新シリーズでは別の町が舞台になるだろうと付け加えた。メンバーは、新シリーズの制作は、いずれにしろ映画と2回目のツアーの批評次第だとコメントした。新シリーズの制作は不透明なままで、第3シリーズの方式を踏襲するか、それとも第1・第2シリーズのようなスケッチ・ショーになるかも分かっていない。
2006年9月には非公式ウェブサイトが、2007年始めにグループが再結成し、第4シリーズが制作されるだろうと報じた。その後、シェアスミスとペンバートンは2006年12月22日の『ラッセル・ブランド・ショー』に出演した。「『リーグ・オブ・ジェントルメン』での活動を見られるの？」との質問に、シェアスミスはただ「イエス」とだけ答えたが、すぐに話題を変え、新シリーズについては一切を明かさなかった。2007年5月23日に投稿された、公式サイトのシェアスミスによるブログには、グループのメンバーがロンドンのウエスト・エンドで会ったことが記されている。ここでシェアスミスは、「次のプロジェクトについて話し合ったよ — みんなで何か思いついたように思う。先走ってるかもしれないけど — わくわくしているんだ」と述べている。
2008年5月、シェアスミスは彼とペンバートンが、ダイソン・ゲイティス抜きの新番組『サイコヴィル』を制作中だと明かしたが（2009年に放送された）、グループは将来再結成するだろうと述べた。この言葉に反し、ゲイティスは『サイコヴィル』に、シェアスミス・ペンバートン演じるキャラクターに殺されてしまう役、ジェイソン・グリフィンとして登場している。
2010年10月28日には、ハロウィーン用に、1回もののラジオ番組として、"The League of Gentlemen's Ghost Chase" が放送された。他のエピソードとは異なり、この番組はダークコメディではなく、メンバーたちがアンシエント・ラム・インで一夜を過ごすドキュメンタリーだった。この宿屋は英国で最も幽霊が出ると噂の建物である。
2017年8月には、BBC Radioでの初放送から20周年を記念し、3話の特別番組がBBC Twoで放送されると発表された。11月にはシェアスミスから、同年12月18日・19日・20日にBBC Twoで放送されると発表があった。

## シリーズ

### ラジオシリーズ（1997年）
ラジオ・シリーズのプロットは、よそ者のベンジャミン・デントン（英: Bemjamin Denton）がスペントに住むおじおば夫婦の元を訪れ、地元の発電所に職業面接に向かおうとするものである。得てしてベンジャミンは面接に行きそびれ、予想以上に長く、村での滞在を強いられることになる。

### シリーズ1（1999年）
スケッチ・ショーでもある第1シリーズは、ロイストン・ヴェイジーに観光客を沢山呼び寄せられるよう、新しい道を建設しようとする筋書きである。タブスとエドワードは、建設責任者が長い間行方知れずだった自分たちの息子・デイヴィッドだと気付く。道路建設は、2人が息子を建設を止めて地元に戻るよう説得したことで中止される。

### シリーズ2（2000年）
第2シリーズでは、村で伝染性の酷い鼻血が流行し、多くの住民が亡くなってしまう。プロットは、この鼻血によるいくつかの混乱の後、肉屋のヒラリー・ブリス（英: Hilary Briss）が提供する「特別メニュー」、親類の元から逃げ出すベンジャミン・デントン、ローカル・ショップにやってくる殺人者たちなどを描くものである。このシリーズの第1話では、パパ・ラザルーが初登場し、わずか3話登場ながら、一躍シリーズの人気キャラクターの1つとなった。

### シリーズ3（2002年）
最終・第3シリーズは、毎週異なるキャラクターに焦点を当て、それらの重ね合わせでより複雑なプロットを作るというものだった。そのため作りは、プロットが絡み合った作りをしているにもかかわらず、伝統的なスケッチ・ショーと言うよりむしろシチュエーション・コメディに近くなっている。各話の終わりでは、白いバンが登場し、歩行者を避けるため急ハンドルを切って庭壁に激突する。無傷で逃げ切れる住人がいる一方、数人は不運にも車に撥ねられてしまう。どのエピソードでも、赤いプラスチック製バッグが風に吹かれて町の上を飛んで行き、全てのエピソードが同時進行していることを暗示する。このシリーズでは、他2シリーズと異なり、ラフトラックは収録されていない。

### スペシャル
クリスマススペシャルはそれまでの形式と異なり、3つの独立したストーリーとして放送された。3人のキャラクターがクリスマス・イヴに、教区牧師 (Vicar) ・バーニスの助けを求めるというものである。エピソードはシリーズ2とシリーズ3の間、2000年12月27日に放送された。

## キャラクター

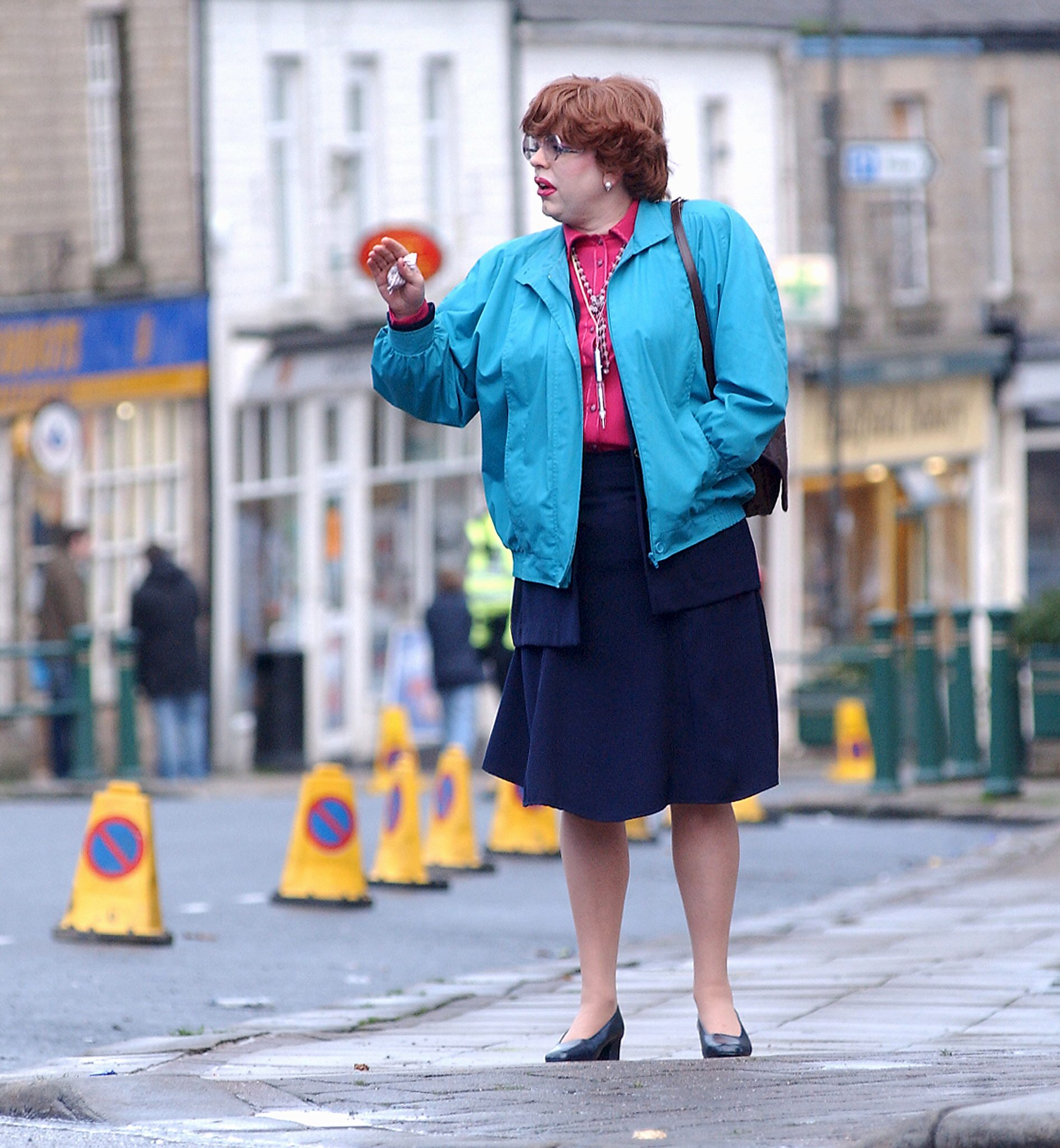
ポーリーン・キャンベル=ジョーンズ（Pauline Campbell-Jones）を演じるスティーヴ・ペンバートン

作品中には100人近い登場人物がおり、多くは初期の舞台作品で作り上げられた。一方で、テレビシリーズ中に作られたキャラクターや、映画作品で初登場したキャラクターも存在する。
ほぼ全てのキャラクターがロイストン・ヴェイジーに在住している。タブスとエドワードのタッツィラップ夫妻は、町の中心部から遠く離れた場所でローカル・ショップを営んでいる。彼らは自分たちが町の中心部にいると信じ切っており、何とかして自分たちの生活の地域性を守ろうとしている。ロイストン・ヴェイジーの奥には、地元のジョブセンターで働く就労支援士のポーリーン・キャンベル=ジョーンズがいる。彼女は、ジョブセンターにやって来ては、働こうともせずに手当を求める人間を心底嫌っている。バーバラ・ディクソンは性転換したタクシー運転手で、どうやって性転換したか詳しく語りたがる。マシュー・チネリーは、自分が残酷にも殺してしまった動物たちの呪いに苦しむ獣医である。地元の女性牧師、バーニス・ウッドオールは、自分の教区民をがみがみと叱ることに時間を費やしている上、神を全く信じていない。ヒラリー・ブリスは、選ばれた数人の客に、彼の「特別メニュー」を提供することで知られる、「ロイストン・ヴェイジーの悪魔の肉屋」である。
チャーリーとステラのハル夫妻は、結婚に失敗し離婚しようとしている。ジュディ・レヴィンソンと、彼女の掃除人・アイリス・クレルは、長いこといがみ合い続けている。レヴィンソンが豪勢な生活を送っている一方で、アイリスは豪勢な性生活を送っている。地元のプラスチック会社で働くジェフ・ティップスは、コメディが大好きだがジョークを話す才能がまるでない。同僚のマイク・ハリス、ブライアン・モーガンとの親交は何とも危ういもので、ブライアンはジェフの妻と関係を持っているほか、ジェフはしばしば人々を銃で脅迫している。
ロイストン・ヴェイジーにやってくる人物も存在する。ベンジャミン・デントンは、ハイキング旅行で町にやって来るが、友人はタブスとエドワードに殺されてしまう。彼はヒキガエル好きのハーヴェイおじとヴァルおばに町へ留まるよう強要されている。おじおばの家は強迫的に整頓された家で、2人とも細菌や自慰行為に対して病的なほど疑い深い。この地域には劇団「レッグズ・アキンボ」がおり、支配人のオリー・プリンソルズは演技に向いていないように見える。リップ氏（独: Herr Lipp）は、ドイツから教師間交流でやって来たホモセクシュアルの教師で、騒々しく馬鹿げた行動をする。外来の人物で最も凶悪なのがパパ・ラザルーで、彼は黒塗りの顔をしたサーカス舞台監督であり、誰彼構わず「デイヴ」と呼んでは妻を奪っていく。
キャラクターの多くや、町の様子は、ペンバートンの出身地チョーリーに由来すると考えられ、ロイストン・ヴェイジーはチョーリー・バラの村、アドリントンから造型が取られたと信じられている。リップ氏のキャラクターは、ドイツで心臓痛を起こしたペンバートンが出くわした病院付きの司祭、ポーリーンのキャラクターはシェアスミスの出会った就労支援士に由来している。またオリー・プリンソルズは、シェアスミスが一緒に働いていた地元劇団の俳優から取られている。第2シリーズのオーディオコメンタリーでは、ペンバートンとシェアスミスが、パパ・ラザルーの喋り方は、2人の下宿に電話を掛けてきては、ペンバートンとのみ話そうと固執していた昔の大家から取ったと話している。ゲイティスはインタビューで、ローカル・ショップはロッティンディンの店にインスピレーションを受けたと語っており、更にセッジフィールド近くのウィンタートン病院保護施設の側で育ったことも影響があるとしている。
村の住民の多くは、男性であれ女性であれ、メンバーのシェアスミス・ペンバートン・ゲイティスによって演じられる。脚本はこの3人のほか、ジェレミー・ダイソンも加わって書かれた。ダイソンは、他の3人とは異なり、カメオ出演の役しか演じない。画面には同時に3人までの役者しか登場せず、連続したスケッチであっても、それぞれの役柄は自分のスケッチにしか出演しない。また、別の物語とキャラクターが交錯することもほとんど無い。演者たちが自分の演じる別の役に出会うことはほとんど無い。例外としては、クリスマス・スペシャルでバーニス牧師に出会うパパ・ラザルー（どちらもシェアスミスの役）、ポップの息子から雑誌を買うレス・マックイーン（どちらもゲイティスの役）、スーパーのレジでアイリスから食品を購入するアルヴィン・スティール（どちらもゲイティスの役、第2シリーズ）などが挙げられる。このアイデアは映画 "The League of Gentlemen's Apocalypse" (en) で活用され、キャラクター自身が演者に出会うシーンが存在する（例えばリップ氏は、彼を創作したペンバートンに出会う）。ライブショーでは、パン・ドゥーヴが、オリー・プリンソルズが監督を務めるクリスマスのキリスト降誕劇のオーディションに現れる。パンは『レッグズ・アキンボ』のメンバー・デイヴ（ペンバートン）の前でオーディションをすることになるが、デイヴは「オリーには『明らかな理由』があって来られない」と述べる（テレビシリーズでは、シェアスミスがパンとオリーの2役を演じるためである）。

## 映画
映画は2005年に制作された。ジェレミー・ダイソンは物語（脚本）の始めで、タブス、エドワード、パパ・ラザルーといったキャラクターに追われて崖から転落してしまう。ロイストン・ヴェイジーが終わりを迎えそうになり、住民たちが町を守るため現実世界にやってくる筋書きである。

## 番組の雰囲気
この番組はダーク・ユーモアを含んでおり、多くのシーンはホラー映画、ドキュメンタリー、メンバーの個人的経験から生まれたものである。例えば第1シリーズでタブスとエドワードを訪れる警察官は、ホラー映画『ウィッカーマン』への言及であるし、カールトン医師の造形は、「怪物のように非同情的な」医師が登場するドキュメンタリー番組 "A Change of Sex" (en) に由来する。レッグズ・アキンボ（英: Legz Akimbo）はメンバーのアマチュア劇場での経験から登場した。ポーリーン・キャンベル=ジョーンズはシェアスミス自身の失業プログラム経験に基づくキャラクターで、パパ・ラザルーは、ペンバートンとシェアスミスの以前の家主から取られたキャラクターである。ロイストン・ヴェイジーの標識には、「ロイストン・ヴェイジーへようこそ。貴方は二度と戻れません！」と書かれている。実際にはこの町の名前は、コメディアンのロイ・"チャビー"・ブラウン (Roy 'Chubby' Brown) から取られており、本人も町の口汚ない町長として何度かシリーズに登場している。

## シリーズ後の反響
シリーズは一定の評価を得て、英国アカデミー賞テレビ部門や、ロイヤル・テレビジョン・ソサエティ、モントルー・金のバラ賞などの賞を獲得している。2003年には、制作陣がオブザーバー紙で「英国コメディで最も面白い50組」に選ばれている。2004年には、ラジオ・タイムズで、パパ・ラザルーが「8番目に面白いコメディ・スケッチ」として挙げられた。
このシリーズは、カナダで後に制作されたシリーズ "Death Comes to Town" (en) で引用されている。この作品はカナダのスケッチ・コメディ・グループ、ザ・キッズ・イン・ザ・ホールの再結成プロジェクトだった。

## 本
- A Local Book for Local People. London: 4th Estate. (2000). ISBN 1-84115-346-X. OCLC 59573688 (A Local Book for Local People)
- The League of Gentlemen: Scripts and That. London: BBC Worldwide. (2003). ISBN 0-563-48775-5. OCLC 59303832
- The League of Gentlemen's Book of Precious Things. London: Prion. (2007). ISBN 1-85375-621-0. OCLC 137313672